# Mesnilomyia magnifica
Mesnilomyia magnifica är en tvåvingeart som beskrevs av Kugler 1972. Mesnilomyia magnifica ingår i släktet Mesnilomyia och familjen parasitflugor.
Artens utbredningsområde är Israel. Inga underarter finns listade i Catalogue of Life.